# Indian Astronomical Observatory
Das Indian Astronomical Observatory (Indisches Astronomisches Observatorium) befindet sich in einer Höhe von 4500 m auf dem Mount Saraswati im West-Himalaya nahe dem indischen Ort Hanle in Ladakh und wird vom Indischen Institut für Astrophysik betrieben. Es nahm seinen Betrieb 2001 auf.

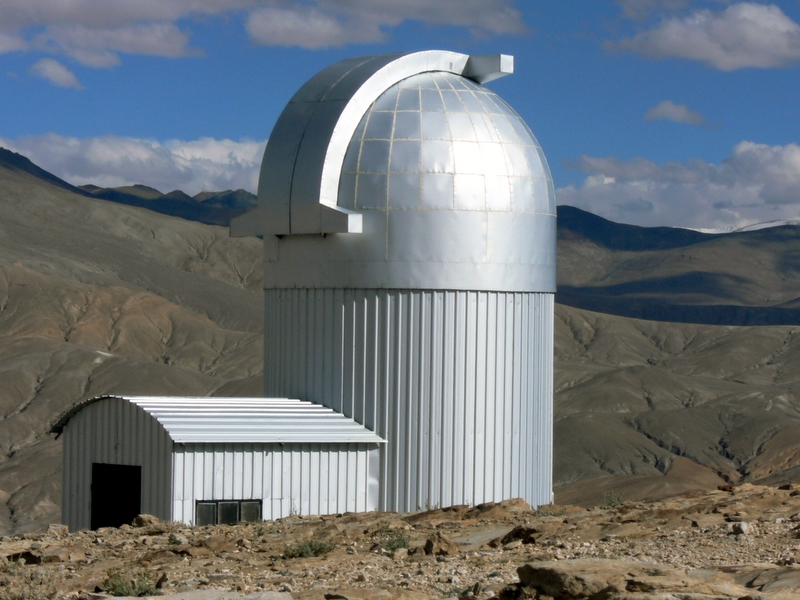
Indian Astronomical Observatory

Im Jahr 1993 begann die systematische Suche nach einem geeigneten Standort für das Observatorium durch das Indische Institut für Astrophysik. 1994 fiel die Entscheidung für den Standort bei Hanle und ab Dezember 1994 bestand ein ständiges Lager zur Errichtung des Bauwerks.
Es besitzt ein optisches 2-m-Infrarot-Teleskop und wird von Hosakote in Karnataka ferngesteuert. Zudem steht ein 0,5-m-Teleskop zur Beobachtung Aktiver galaktischer Kerne zur Verfügung, das zusammen mit dem McDonell Center for the Space Sciences der Washington University in St. Louis, USA, betrieben wird. Ein zweites 0,5-m-Teleskop steht im Rahmen des Kooperationsprojektes in Arizona, wodurch beide Teleskope 180° Längengrade auseinanderliegen.